# 559 Dywizja Grenadierów
559 Dywizja Grenadierów (niem. 559. Grenadier-Division) – jedna z niemieckich dywizji grenadierów z okresu II wojny światowej. 
Utworzona w lipcu 1944  jako dywizja zaporowa 29 fali mobilizacyjnej na poligonie Baumholder. W październiku tego roku przekształcona w 559 Dywizję Grenadierów Ludowych. Dywizja podlegała LXXXII Korpusowi Armijnemu 1 Armii Grupy Armii G i stacjonowała w okolicach Nancy.
Składała się z 3 pułków grenadierów (1125., 1126., 1127.), 1559 pułku artylerii, 559 kompanii fizylierów i jednostek dywizyjnych.